# محمدباقر آقامیری
محمدباقر آقامیری (زاده ۱۳۲۹) نگارگر اهل ایران است.

## زندگی
محمدباقر آقامیری در ۱۳۲۹ در قریه حسن آباد (یاسوکند ) از توابع بیجار گروسی در خانواده ای هنرمند به دنیا آمد. در زمان کودکی، خانواده اش به تهران مهاجرت کردند. محمد آقامیری پس از گذراندن تحصیلات ابتدایی و متوسطه در تهران و اخذ لیسانس نقاشی از دانشکده هنرهای تزیینی به انگلستان رفت تا در رشته هنر به تحصیلات خود ادامه دهد. اما کمتر از یک سال به ایران بازگشت و با دنبال گرفتن تحصیلات خود سرانجام فوق لیسانس گرافیک را از دانشکده هنرهای زیبا دریافت کرد.
آقامیری از سوی شورای عالی فرهنگ و هنر، عنوان دکترای درجه یک هنر در نقاشی و هنرهای اسلامی را دریافت کرده‌است.
او نگارگری را نزد محمدعلی زاویه ، نصرت الله یوسفی ، حسین الطافی و بهمن بروجنی فراگرفت.
آقامیری تدریس در دانشکده هنرهای زیبای دانشگاه تهران، دانشگاه هنر، دانشگاه الزهرا، دانشگاه آزاد اسلامی، هنرستان هنرهای تجسمی دختران و پسران تهران و تدریس و تعلیم قالی و کاشی در مراکز مربوط به این هنرها را بر عهده دارد.
محمدباقر آقامیری تاکنون تصویرسازی و تذهیب نقاشی بیش از ۴۰ عنوان از کتاب های تاریخی و ادبی و مذهبی را به عهده داشته است و بیش از ۳۰ جلد قرآن را تذهیب و ترصیع کرده است.
او همچنین در کشورهای بسیاری نمایشگاه‌های انفرادی و کلاس‌های آموزشی داشته و از بزرگان نگارگری ایران محسوب می‌ شود.

## آثار
از محمدباقر آقامیری تعداد ۱۰ اثر برجسته در موزه هنرهای معاصر تهران و نیز تعدادی دیگر در موزه شهدا و موزه بانک ملی نگهداری می‌شود.

## جوایز
- مدال مفاخر هنرهای تجسمی از ششمین جشنواره بین المللی هنرهای تجسمی فجر[۷]
- مدال طلای نمایشگاه جهانی الجزایر (۱۳۶۷)
- مدال طلا و لوح تقدیر نفر اول مسابقات هنری دبیرستان های کشور درسه دوره متوالی (۱۳۷۶-۱۳۵۵)
- کاندیدای هنر برای جایزه صلح نوبل (۱۳۶۳)[۸][۹]

## داوری
- مسابقات هنر تذهیب و کتاب آرایی در امارات عربی ۱۳۸۸ و ۱۳۹۰
- مسابقات بین المللی الجزایر ۲۰۰۹
- جشنواره هنرهای اسلامی، امارات متحده عربی در سالهای ۲۰۰۹، ۲۰۱۰ و ۲۰۱۱[۸]

## فعالیت‌های ورزشی
- بنیانگذار کاراته وادو در ایران
- رئیس کمیته فنی فدراسیون کاراته
- ثبت یک روش به نام «وادوکان» که از ۱۵ کاتا و ۴۰ مبارزه تک‌حرکتی تشکیل شده است.[۱۰][۱۱][۱۲][۱۳]